# Algeco
Die Algeco GmbH ist ein Dienstleistungsunternehmen mit Sitz in Kehl. Das Unternehmen projektiert und erstellt modulare Gebäude als temporäre oder permanente Wohn-, Arbeits- oder Schul- und Kindergartengebäude. Die Algeco GmbH gehört mit ihren 14 Standorten und rund 500 Mitarbeitern in Deutschland zur internationalen Modulaire Group.

## Geschichte
Algeco wurde 1955 im französischen Mâcon als Vermieter von Lagervorrichtungen im Weinbau gegründet. Das Unternehmen erweiterte später sein Geschäftsmodell um die Vermietung von Kesselwagen und daraufhin steigt 1966 VTG, ein damals schon zur Preussag gehörendes Waggonvermietungsunternehmen, bei Algeco ein. Seit 1990 gehört das 1972 in Kehl gegründete und im Bereich Containervermietung tätige Unternehmen, MBM MietSysteme zu Algeco. 1996 übernimmt Algeco den Vermieter von Baumaschinen und Baustellenunterkünften Hada.

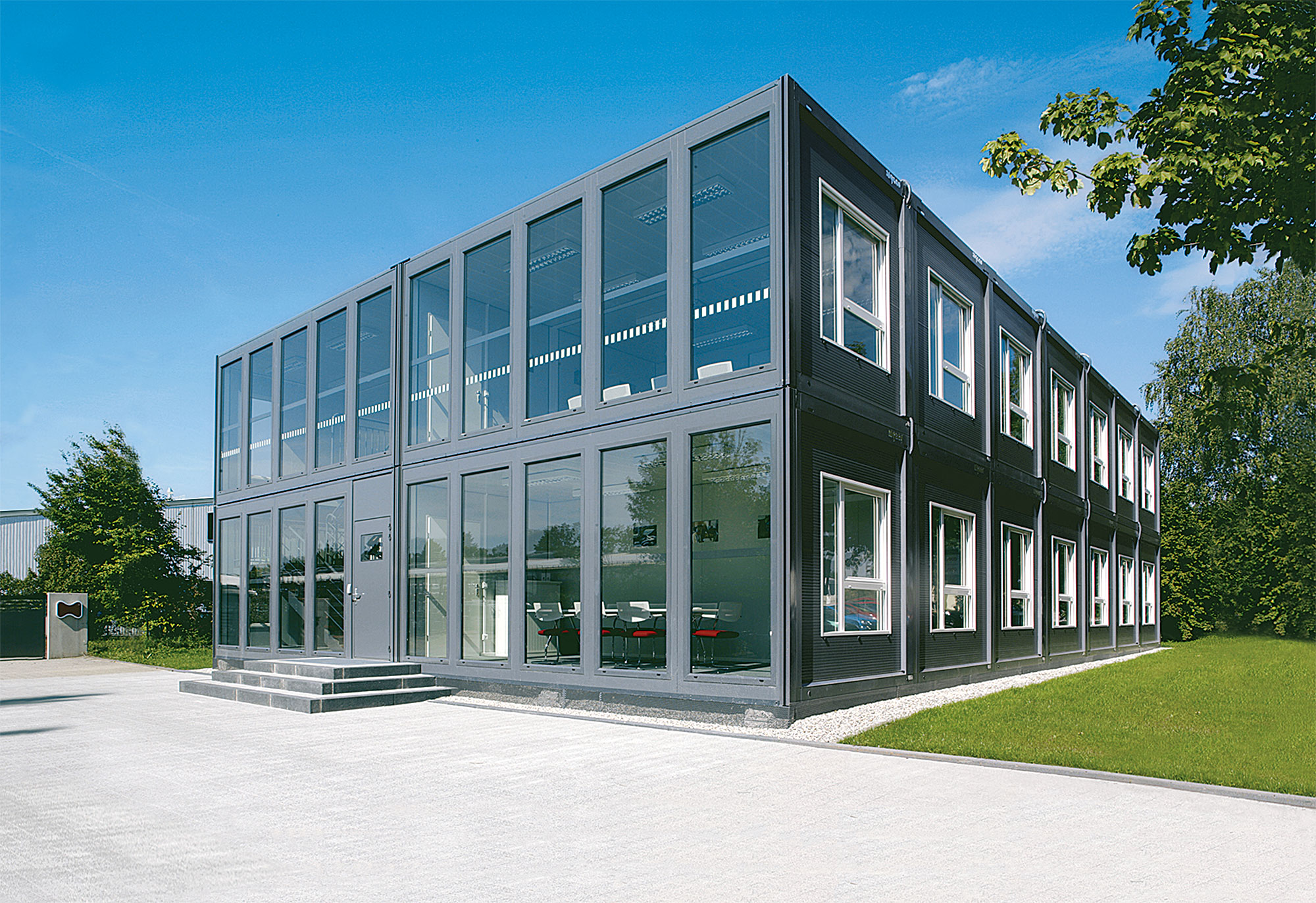
Algeco modulares Bürogebäude

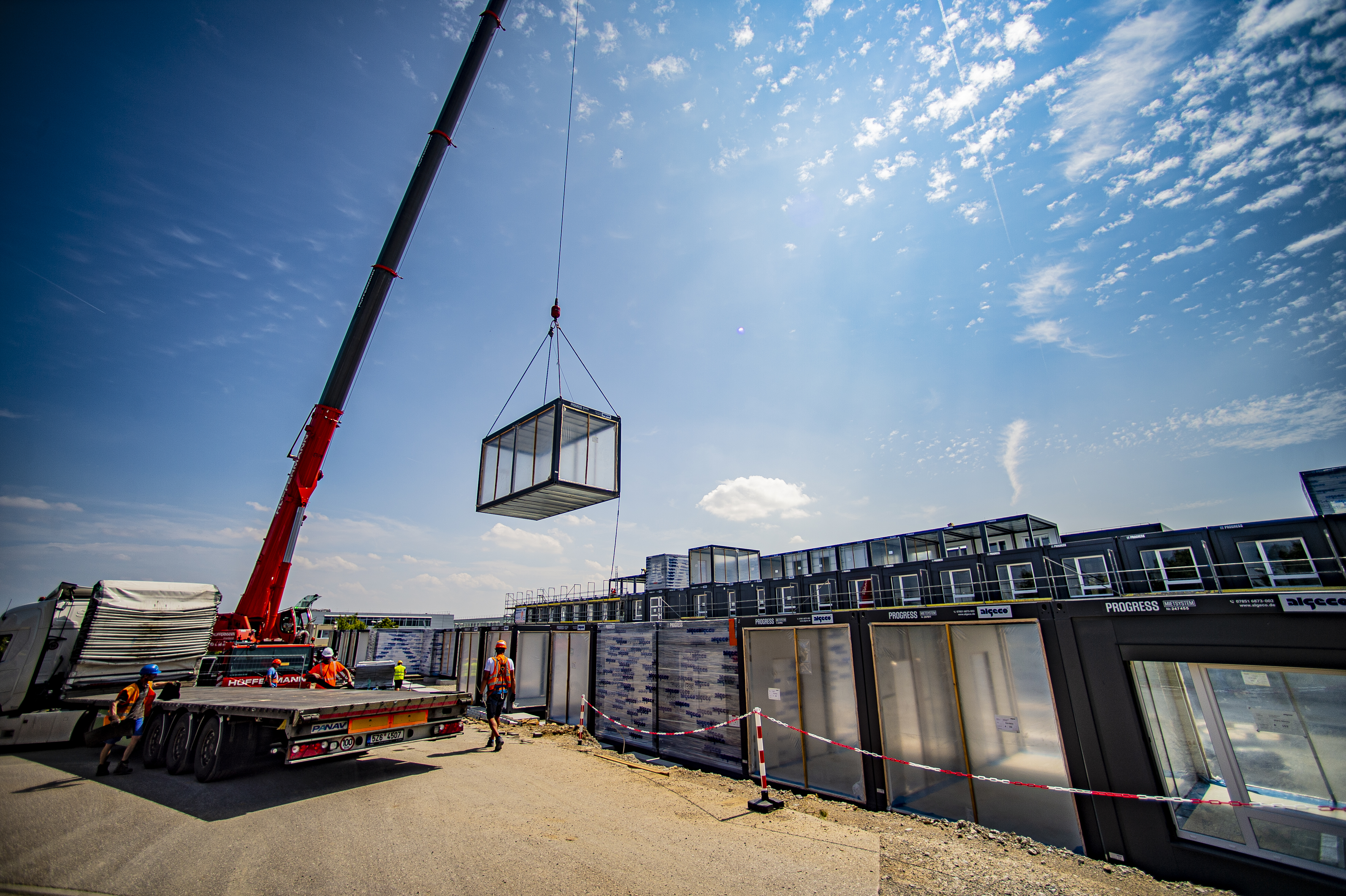
Algeco Modulbaumontage

Der inzwischen in TUI umfirmierte Preussag-Konzern veräußerte 2004 seine Anteile an Algeco an den Finanzinvestor TDR Capital.

### Seit 2004
Unter der Leitung von TDR Capital wurde Algeco umgebaut und zahlreiche Firmen in die Gruppe integriert. So wurde 2005 die britische Elliott Group gekauft und 2006 die in Deutschland neugegründete Algeco GmbH mit ihrem Schwesterunternehmen Hada verschmolzen. 2007 wurde das in den USA ansässige Unternehmen William Scotsman von TDR Capital übernommen und mit Algeco zur heutigen Algeco Scotsman Gruppe fusioniert. Im gleichen Jahr schließt TDR Capital die Übernahme von GE Modular Space ab und integriert das Unternehmen in die neugegründete Algeco Scotsman Gruppe. GE Modular Space gehörte zum Geschäftsbereich GE Equipment Services, einem auch in Deutschland tätigen Teils des General-Electric-Konzerns.
In den Folgejahren expandierte das Unternehmen weiter und übernahm im Jahr 2011 Ausco in Australien sowie Portacom in Neuseeland und 2013 die Eurobras Group in Brasilien sowie Target Logistics in den USA.
2017 übernahm Algeco die Touax Solutions Modulaires SAS, die das europäische Geschäftsfeld „Raummodule“ des Unternehmens Touax SCA umfasste. 2018 wurde daraufhin die Siko Containerhandel GmbH, eine Tochter der Touax Solutions Modulaires SAS, in die Algeco GmbH integriert.
Die Abspaltung des Nordamerikageschäfts erfolgte 2017 durch den Verkauf von Williams Scotsman und 2019 von Target Lodging. Im November 2019 erwarb Algeco die niederländischen Unternehmen BUKO Huisvesting und BUKO Bouw & Winkels.
Im Oktober 2020 wurde die Algeco Gruppe in Modulaire Group umbenannt.

## Unternehmensstruktur
Das Unternehmen hat zwei Geschäftsfelder, die Vermietung von Containern und die Erstellung von schlüsselfertigen, mobilen Bauten zum Wohnen, Lernen und Arbeiten. Die Lösungen reichen von temporären Gebäuden zur Miete bis hin zu dauerhaften Gebäuden. Durch die Modulbauweise bleiben die Gebäude nach der Fertigstellung räumlich flexibel. So ist eine Umnutzung, ein An-, Um- oder Rückbau sowie ein Standortwechsel möglich.
Die Modulaire Group hat Standorte in Europa, Asien, Australien und Neuseeland. Das Unternehmen tritt in Europa überwiegend unter dem Markennamen Algeco sowie mit weiteren Marken in Großbritannien (Elliott), den Niederlanden (BUKO) sowie Norwegen (Malthus Uniteam und Wexus) auf. In Australien firmiert Algeco unter Ausco, in Neuseeland unter Portacom und in China unter Algeco Chengdong.